# Nicolino Pellegrini
Nicolino Pellegrini (Viggiano, Italia, 1873-Asunción, Paraguay, 1933) fue un músico de origen italiano que arribó al Paraguay en 1893. Su trayectoria musical abarca la ejecución y enseñanza del violín, la función de director de orquesta, compositor y arreglista. En Paraguay, no solo desarrolló estas funciones y actividades, sino que se convirtió en el referente y maestro de los grandes compositores y creadores de la música paraguaya tales como: Agustín Pío Barrios, José Asunción Flores, Herminio Giménez, Félix Fernández, Remberto Giménez, Gerardo Fernández Moreno, Mauricio Cardozo Ocampo y Darío Gómez Serrato, entre otros.

## Biografía

### Etapa: 1873-1892
Nicolino Pellegrini nació en el año 1873, en la ciudad de Viggiano, Provincia de Potenza (Italia), famosa por la fabricación de instrumentos musicales, y por sus músicos, que emigraron al resto de Europa y el mundo, de manera masiva, a finales del siglo XIX y principios del siglo XX.  A la edad de cuatro años, Nicolino Pellegrini estudió violín en Ginebra, Suiza; y a los nueve años ofreció su primer concierto en París, Francia. En 1886, viaja con su tío a la India, y dos años después se traslada a Porto Alegre, Brasil. País donde permanece por 5 años.

### Etapa: 1893-1911
En 1893, viaja a Asunción, Paraguay, donde residirá hasta su muerte; es en esta ciudad donde Nicolino Pellegrini desarrolla diferentes actividades relacionadas con la música. En sus inicios, desarrolla la labor de profesor de violín y violinista, dos años más tarde, 1895, se desempeña como afinador de piano. Sin embargo, ese mismo año, para los carnavales, el maestro Pellegrini tomaría la dirección artística de "Los Mosqueteros" (futura orquesta del Instituto Paraguayo).  Luego contrae matrimonio con la calabresa Teresa Perrupato Cesarini, con la que forma un hogar y se establece definitivamente en Asunción, Paraguay. En esta época, el joven maestro consolida su rol como precursor de las instituciones musicales paraguayas y funda la Academia de Música Santa Cecilia de Asunción y posteriormente, se convierte en miembro fundador y director del Departamento de Música del Instituto Paraguayo. Así mismo se le reconoce el haber realizado una de las mejores reconstrucciones del Himno Nacional Paraguayo.

### Etapa: 1912-1933
En 1912 funda con Salvador Dentice, la Banda de Músicos de la Policía de la Capital, de la que fue también su primer director; asociada a ella, también crea la Escuela de Músicos, institución que formó a los más renombrados y reconocidos músicos paraguayos, como: Agustín Pío Barrios -del cual fue el profesor de teoría musical-, José Asunción Flores (al que inspiró en las nociones de la guarania), Herminio Giménez, Félix Fernández, Remberto Giménez, Gerardo Fernández Moreno, Mauricio Cardozo Ocampo, y Darío Gómez Serrato, entre otros. La labor de Pellegrini se centraba en proveer de instrucción musical a jóvenes, de diferentes estamento del estado, y que a su vez formarían parte de orquestas sinfónicas nacionales. La política cultural, impulsada por los músicos fundadores, consistía en crear vínculos entre la sociedad y la policía, por lo que se organizaron retretas en las plazas públicas. Las presentaciones públicas incluían orquesta sinfónica, coros y estudiantinas. Al ser tan bien recibidas por la sociedad asuncena, las presentaciones se fueron complejizando, naciendo así la polka kyre'y, que reflejaba el sentir del ser paraguayo. Nicolino Pellegrini dirigió la Banda de Músicos de la Policía hasta su muerte, ocurrida en la ciudad de Asunción, Paraguay, el 19 de julio de 1933.

## Obras
Nicolino Pellegrini creó más de 100 composiciones. Actualmente, en el Museo del Inmigrante –ubicado en la planta alta del Centro Cultural de la República–en la ciudad de Asunción se conservan algunas de las partituras, otras se encuentran en el local de la Banda de Músicos de la Policía de la capital.
Entre sus obras principales:
- Reconstrucción del Himno Nacional Paraguayo (versión que luego utilizaría Herminio Giménez)
- Marcha Deportiva creada para el Club Guaraní, Foot Ball "Guaraní", estrenada el 4 de enero de 1908 en el Teatro Nacional (Asunción, Paraguay)[9]
- Primera Zarzuela Paraguaya, Tierra Guaraní (1913) con textos de Fermín Domínguez
- Capricho Paraguayo (1910) de motivos populares y cuya partitura conserva y custodia la Banda de la Policía
- Ya somos tres, habanera, dedicada a su familia
- Capricho Fantástico, para orquesta, dedicada a su amigo Luiggi Patri
- La Defensa de Makallé, Aux Morts pour la Patrie (1916) obra musical para coro
- Sinfonía inconclusa sobre el grito de guerra paraguayo, Diana Mbaya